# Galeomma purpurea
Galeomma purpurea is een tweekleppigensoort uit de familie van de Galeommatidae. De wetenschappelijke naam van de soort is voor het eerst geldig gepubliceerd in 1981 door Habe, in Kuroda & Habe.